# 拉瑟福縣 (北卡羅萊納州)
拉瑟福县（英語：Rutherford County）是位於美国北卡罗来纳州西部的一個縣，南鄰南卡罗来纳州，面積1,466平方公里。根據2020年美國人口普查統計，共有人口62,899人。縣治拉瑟福頓。該縣成立於1779年4月14日，縣名紀念美國獨立戰爭時期將領、州參議員格里菲斯·拉瑟福。